# Laço cor-de-rosa
Laço cor-de-rosa é um laço solidário usado por indivíduos, empresas e organizações como símbolo da luta e prevenção do câncer de mama.

## Objetivos
O principal objetivo do Laço Cor-de-rosa é alertar/informar as pessoas sobre o Câncer de mir o câncer de mama;
1. Diagnóstico – detectar o câncer de mama;
2. Tratamento – meios de cura;
3. Apoio - apoiar psicologicamente.

## Historia do Laço Cor-de-rosa
O primeiro laço que teve uma representação relevante na história foi o laço amarelo, que foi apresentado numa marcha cantada pelo exército dos Estados Unidos da América. Em 1917 George A. Norton interpretou a canção pela primeira vez. O título da canção era "Round Her Neck She Wears a Yellow Ribbon". Nos anos 40 a mesma canção foi interpretada por diferentes músicos.
Baseada nesta canção, a mulher de um refém no Irã, Penney Laingen, foi a primeira pessoa a usar o laço como um símbolo de alerta. Penney colocou laços amarelos em várias árvores de modo a representar o desejo que tinha em que o seu marido regressasse a casa. Amigos e familiares demonstrando a sua lealdade seguiram a moda.
Todos os Americanos rapidamente se aperceberam que o laço cor-de-rosa se tornara uma força.
Nos anos 90 ativistas da luta contra a SIDA inspirados pela força do laço decidiram fazer laços para os que lutavam contra a SIDA. O laço que representa a SIDA tornou-se vermelho por essa ser a cor da paixão. Durante os Tony Awards, o ator Jeremy Irons foi fotografado com um brilhante laço vermelho no peito. Durante a noite, à medida que o público seguia os prémios, o laço foi se tornando um ícone popular. 
O The New York Times declarou o ano de 1992 como o ano do Laço Cor-de-Rosa.
O primeiro Laço Cor-de-Rosa foi introduzido pela Fundação do câncer de Mama Susan G. Komen. A fundação ofereceu bonés cor-de-rosa aos sobreviventes do câncer de mama que participavam na Corrida para a Cura desde 1990. Alguns meses mais tarde em 1991 todos os participantes da Corrida de Nova Iorque receberam um Laço Cor-de-Rosa. No entanto, o laço não teve a importância que se esperava, na medida em que era um pormenor num evento com bastante importância.
Alexandra Penney, que em 1992 era a editora chefe do "Self", uma revista de saúde para mulheres, trabalhava então na segunda edição anual do National Breast Cancer Awareness. Evelyn Lauder, que era então vice-presidente da empresa Estee Lauder foi editora convidada da edição da NBCAM do mesmo ano. Juntas Penney e Lauder lembraram-se de criar um laço e de fazer com que as grandes distribuidoras de cosméticos os distribuíssem nas lojas de Nova Iorque. Mais tarde Evelyn Lauder prometeu distribuir os laços por todo o país embora a cor do laço não tivesse ainda sido decidida. No entanto, uma senhora de 68 anos de nome Charlotte Hayley que acabara de combater o câncer de mama produziu laços laranja.
Charlotte vendeu-os com um cartão que dizia " O budget anual do Instituto Nacional do Câncer é de 1.8 bilhões de dólares, e somente 5% vai para a prevenção contra o câncer. Ajude-nos a acordar os nossos legisladores e a América, usando este laço." A mensagem rapidamente se divulgou, o que fez com que Penny e Evelyn se interessassem pelo conceito de Hayley. Ambas viram potencial na ideia de se associarem a Charlotte. Mas esta rejeitou a proposta alegando que Penny e Evelyn eram demasiado comerciais. Após uma discussão com Lauder, Hayley e os seus advogados foi então acordada uma nova cor. A cor-de-rosa fora então escolhida para a cor do laço, tornando-se assim um símbolo internacional para a luta contra o câncer de mama.

## Pink Ribbon Internacional
O objetivo desta organização é criar uma comunidade de apoio em nível mundial, e os pac, especialistas, familiares e amigos sobre o Laço Cor-de-rosa e o câncer de mama Pink Ribbon International.
| Espanhol:    | Lazo Rosado     |
| Francês:     | Ruban Rose      |
| Italiano:    | Nastro Rosa     |
| Alemão:      | Rosa Schleife   |
| Neerlandês:  | Roze Lint       |
| Dinamarquês: | Lyserøde Sløjfe |
| Checo:       | Růžová Stužka   |
| Finlandês:   | Roosa Nauha     |
| Norueguês:   | Rosa Sløyfe     |
| Polonês:     | Różowa Wstążka  |
| Russo:       | розовая лента   |
| Sueco:       | Rosa Bandet     |
| Turco:       | Pembe Kurdele   |
| Japonês:     | ピンクリボン    |
| Chinês:      | 粉红丝带        |

## Mês da Luta contra o câncer de Mama
O mês da luta contra o câncer de mama é uma campanha internacional anual, organizada pelas maiores associações de luta contra o câncer de mama que visa aumentar a informação e consciência da doença, angariar fundos para pesquisa, prevenção e cura. Esta campanha oferece também informação e apoio para aqueles afetados pelo câncer de mama. O mês da Luta contra o câncer de mama foi organizado pela Astrazeneca em 1985. Esta farmacêutica multinacional é a produtora de três medicamentos para o câncer de mama: Nolvadex (tamoxifen), Arimidex (anastrolzole), e Faslodex (fulvestrant). O objetivo deste mês desde o início, tem sido promover a mamografia como o meio mais eficiente na Luta contra este tipo de câncer.
O número de empresas que se tem juntado a este evento tem vindo a aumentar ao longo dos anos. As Companhias Estée Lauder, Avon, Komen e outras organizações comerciais e não comerciais têm participado em vários eventos e atividades durante o mês de Outubro. As Companhias Estée Lauder têm desenvolvido a Campanha de Prevenção do Câncer de Mama ao longo dos últimos quinze anos, durante o mês de Outubro, um pouco por todo o mundo. As Companhias Estée Lauder foram também as primeiras a distribuir laços rosa e folhetos informativos sobre a doença, e desde sempre encorajaram os governos a dedicarem um dia, uma semana ou o mês de Outubro à Prevenção do Câncer de Mama. Em Portugal, o Dia Nacional da Prevenção do Câncer de Mama, dia 30 de Outubro, foi criado na sequência de uma Petição subscrita e entregue na Assembléia da República pela Socosmet (representante das Companhias Estée Lauder em Portugal), pelo Movimento Vencer e Viver e por cerca de 8000 cidadãos.

## Atividades e Eventos durante o Mês da Luta contra o Câncer de Mama

### A Corrida Nacional para a cura
Foi em Dallas, Texas em Outubro de 1983 que ocorreu a 1ª corrida para a cura do câncer de mama, onde participaram 700 pessoas. Em 1999 não só o número de participantes aumentou para 600.000, como a corrida se tornou na maior da nação com 99 cidades dos EUA a organizarem o evento.
Em 2005 o número de participantes atingiu 1,4 milhões que provou deste modo o sucesso do evento. O website da corrida para a cura afirma que a corrida de Washington DC hoje em dia é a maior da série 5K do mundo.
No entanto este evento não só atrai voluntários, como empresas dispostas a patrocinar, celebridades e políticos que contribuem para tornar o evento cada vez maior com o passar dos anos.
A corrida para a cura tem sido igualmente organizada em outras partes do mundo.
| Austrália e Nova Zelândia | Dove Pink Star walk                |
| Alemanha                  | Komen Frankfurt Race for the Cure  |
| Holanda                   | Walk for Women                     |
| Italia                    | Komen Race for the cure            |
| Reino Unido               | Race for my wife and Race for life |
| Canada                    | Run for the Cure                   |
| Hungria                   | Avon One-Day Walk for Life         |
| Porto Rico                | Komen Race for the Cure            |
| Bulgária                  | Breast Cancer Walk                 |

### Dois dias do Câncer de Mama
Este evento consiste numa caminhada de 60 km dividida em dois dias para angariação de fundos para apoio a Institutos de pesquisa do câncer de mama.
| Canada | Breast Cancer Walk (The Weekend to end Breast Cancer) |

### Três Dias do Câncer de Mama
Os 3 dias de 60 milhas de caminhada tem como objetivo a angariação de fundos para as pesquisas do câncer de mama. Esta caminhada patrocinada Fundação do Câncer de Mama Susan G. Komem ocorre em várias cidades dos EUA. No entanto, no passado este evento foi patrocinado e coordenado pela Avon e é ainda hoje conhecido por muitos participantes pelos 3 dias da Avon. A Avon organiza ainda vários eventos por todo o mundo, como por exemplo o Country Avon Event.
| Bulgaria        | Breast Cancer Walk                                             |
| Republica Checa | Breast Cancer Conference                                       |
| França          | 5 km Breast Cancer Race/Walk                                   |
| Alemanha        | Women's 5k/10k Walk Run                                        |
| Grécia          | Recognition dinner and Avon Breast Cancer Crusade Fashion show |
| Hungria         | Walk for Life                                                  |
| Irlanda         | Breast Cancer Walk                                             |
| Italia          | Breast cancer Awareness event                                  |
| Polónia         | Breast Cancer Walk                                             |
| Portugal        | Educational walk-a-thon                                        |
| Roménia         | Breast Cancer Walk                                             |
| Rússia          | Press conference                                               |
| Eslováquia      | Press conference                                               |
| Espanha         | Breast Cancer Walk                                             |
| Turquia         | "Trip to Health with Avon" walk                                |
| Ucrânia         | Breast Cancer awareness walk                                   |
| Reino Unido     | "Celebrating Life" award ceremony                              |

### Iluminação Mundial

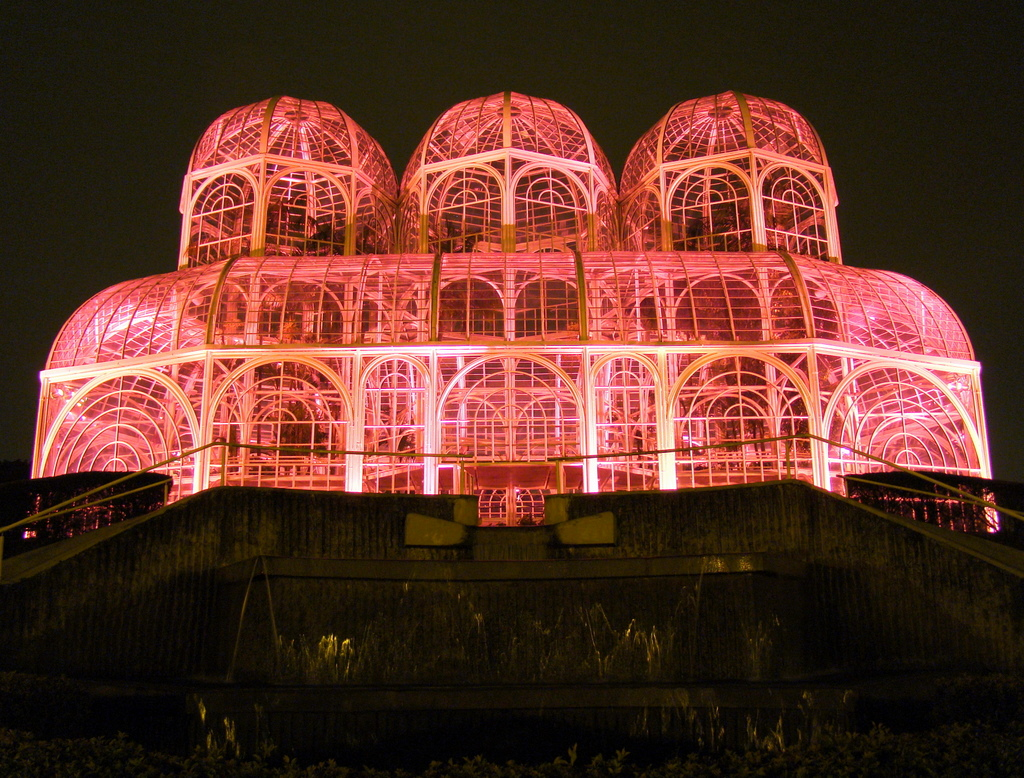
A estufa do Jardim Botânico de Curitiba, com iluminação temática durante o Outubro Rosa.

As Companhias Estée Lauder sugeriram e organizaram a iluminação de locais mundialmente conhecidos, de cor-de-rosa (como a cor do laço). O objetivo é chamar a atenção para a importância do diagnóstico precoce, para a pesquisa e para a procura da cura e prevenção do câncer de mama. Alguns desses locais são:
| Ponte Harbour                 | Sydney     | Austrália     |
| Loja Hangzhou                 | Hangzhou   | China         |
| Niagara Falls                 | Ontário    | Canadá        |
| O projecto Éden               | Cornwall   | Inglaterra    |
| Majestic Hotel                | Cannes     | França        |
| The French Affiliate Building | Paris      | França        |
| The Angel of Peace            | Munique    | Alemanha      |
| Câmara Municipal              | Reykjavik  | Islândia      |
| Moshe Aviv Tower              | Ramat-gan  | Israel        |
| Arco Constantine              | Roma       | Itália        |
| Arena                         | Verona     | Itália        |
| Torre de Tokyo                | Tokyo      | Japão         |
| Praça da Câmara Municipal     | Seoul      | Coreia        |
| Praça Dam                     | Amesterdão | Holanda       |
| Skytower                      | Auckland   | Nova Zelândia |

Em 2007, as Companhias Estée Lauder iluminaram com luzes cor-de-rosa mais de 150 monumentos, incluindo o Empire State Building, a Sydney Opera House na Austrália, as Niagara Falls no Canadá e o Taj Mahal na Índia. Em Portugal, as Companhias Estée Lauder iluminaram a Assembleia da República, no dia 30 de Outubro, Dia Nacional da Prevenção do Câncer de Mama. A cerimónia de iluminação contou com presença do Presidente da Assembléia da República.

### Caminhada Rosa
A Socosmet, a empresa que representa as Companhias Estée Lauder em Portugal, organizou a Caminhada Rosa, pela primeira vez, no dia 5 de Outubro de 2005. Esta iniciativa de grande sucesso tem se repetido ao longo dos últimos três anos. Em 2005 e em 2006, a Caminhada Rosa teve lugar no Parque Monsanto. Em 2007, a Caminhada Rosa decorreu no Parque Eduardo VII, em Lisboa, e foi animada por várias atividades físicas. O objetivo foi reforçar a importância da prática do exercício físico e da escolha de um estilo de vida saudável.
A Caminhada Rosa tem os seguintes objetivos:
1 – Alertar o maior número de pessoas para a necessidade da prevenção, porque a prevenção encoraja o diagnóstico precoce, salva vidas, permite um melhor tratamento médico e inspira uma atitude positiva.
2 – Aconselhar a prática de exercício físico e um estilo de vida saudável, pois trata-se de dois fatores que podem reduzir o risco do aparecimento do câncer de mama.

### No Cor de Rosa
Esta é uma atividade que ocorre durante o mês da luta contra o câncer de mama, em Outubro, e o seu objetivo é angariar fundos através da organização de várias atividades, como por exemplo as festa temáticas ou "um dia cor-de-rosa de trabalho". O dinheiro angariado é então doado à Fundação de Pesquisa para o Câncer de Mama.

## Produtos

### O selo do Câncer de Mama
O 1º selo da pesquisa do câncer de mama foi publicado em 1996 mas como não teve a saída esperada, Ethel Kessler foi convidada para desenhar um novo selo. Em 29 de Julho de 1998 o novo selo tornou-se publico através da 1ª dama Hillary Clinton e do General William Henderson. O selo custava 45 cêntimos. 70% eram doados ao Instituo Nacional do Câncer e 30% ao programa de pesquisa para o câncer de mama do Departamento de Defesa. Em Novembro de 2005, 33.5 milhões de dólares tinham sido doados ao INC e 13 milhões ao Departamento de Defesa.

### A moeda do Câncer de Mama
No Canada foi posta no mercado a moeda de prata do Câncer de Mama. Esta moeda foi produzida 15.000 vezes em todo o Mundo. De um lado da moeda está o retrato da Rainha Elisabeth, do outro lado um laço cor-de-rosa

## Movimentos Críticos

### The Breast Cancer Research Foundation
Fundada em 1993 por Evelyn H. Lauder, The Breast Cancer Research Foundation é a primeira e maior organização não lucrativa que se dedica a investir fundos na pesquisa das causas e tratamento do câncer de mama. Um mínimo de 85 por cento de todos os fundos angariados é diretamente canalizado para a pesquisa e para programas de divulgação e prevenção. Em Outubro de 2005, 22 milhões de dólares foram atribuídos a 110 cientistas que, um pouco por todo o mundo, desenvolvem pesquisa nesta área. Para mais informação, consulte www.bcrfcure.org

### Pink Ribbons, Inc
- «Samantha King» descreve (no seu livro publicado em 2006) a maneira como o câncer de mama que sendo uma doença séria e uma tragédia individual fora transformado numa indústria de mercado direcionada para a sobrevivência.

As corporações viraram as suas formidáveis máquinas de promoção para a cura da doença, enquanto a prevenção pública de saúde continua na busca do porquê e como é que o câncer de mama afeta um número tão vasto de pessoas. Aqui pela 1ª vez King questiona a eficiência e legitimidade dos esforços feitos com fundos privados para parar a epidemia que afeta tantas mulheres americanas.

### Think before you Pink
Como se notou, grande parte das lojas foram invadidas de produtos Laço Cor-de-Rosa, e a Internet de promoções que prometem doações para a pesquisa do câncer de mama.
O significado do Laço Cor-de-Rosa mudou. As empresas começam a usar o Laço Cor-de-Rosa como uma ferramenta de venda. As pessoas sabem que o Laço Cor-de-Rosa é um símbolo para o câncer de mama. O mercado sabe que as pessoas se querem envolver em ações de caridade, e especialmente as mulheres que gostam de comprar, gostam de pensar que estão a fazer algo de bom. Mas comprar para ajudar na pesquisa do câncer de mama não é a melhor atitude, dado que estes consumidores acabam por não saber qual a porcentagem do seu gasto vai para a Fundação. Tem sido vagamente descrito pelas organizações assim como pela Laço Cor-de-rosa, que a sua comercialização significa perder a sua força.

## Agentes Comerciais da Laço Cor-de-Rosa

### Cosméticos
- Avon
- Estée Lauder Companies

### Farmacêuticas
- AstraZeneca
- Novartis

### Moda
- Tommy Hilfiger
- Ralph Lauren

### Automoveis
- Ford
- BMW

### Económico
- «Breakthrough Credit Cards»

### Comunicações
- Samsung

## Porquê Rosa?
- A cor Rosa transmite a sensação de algo forte e decidido.

## Outros significados da Laço Cor-de-Rosa
O laço Cor-de-Rosa não é somente um símbolo para o câncer de mama, mas também um símbolo para a marcha de Dime e do seu esforço na luta dos nascimentos prematuros para salvar os bebes e descobrir a cura para deficiências após o nascimento. O Laço Cor-de-Rosa representa também os pais biológicos e o câncer nas crianças. É também comum que os documentos entregues a um advogado inglês sejam amarrados com um laço cor-de-rosa.